# Frieder Schmidt

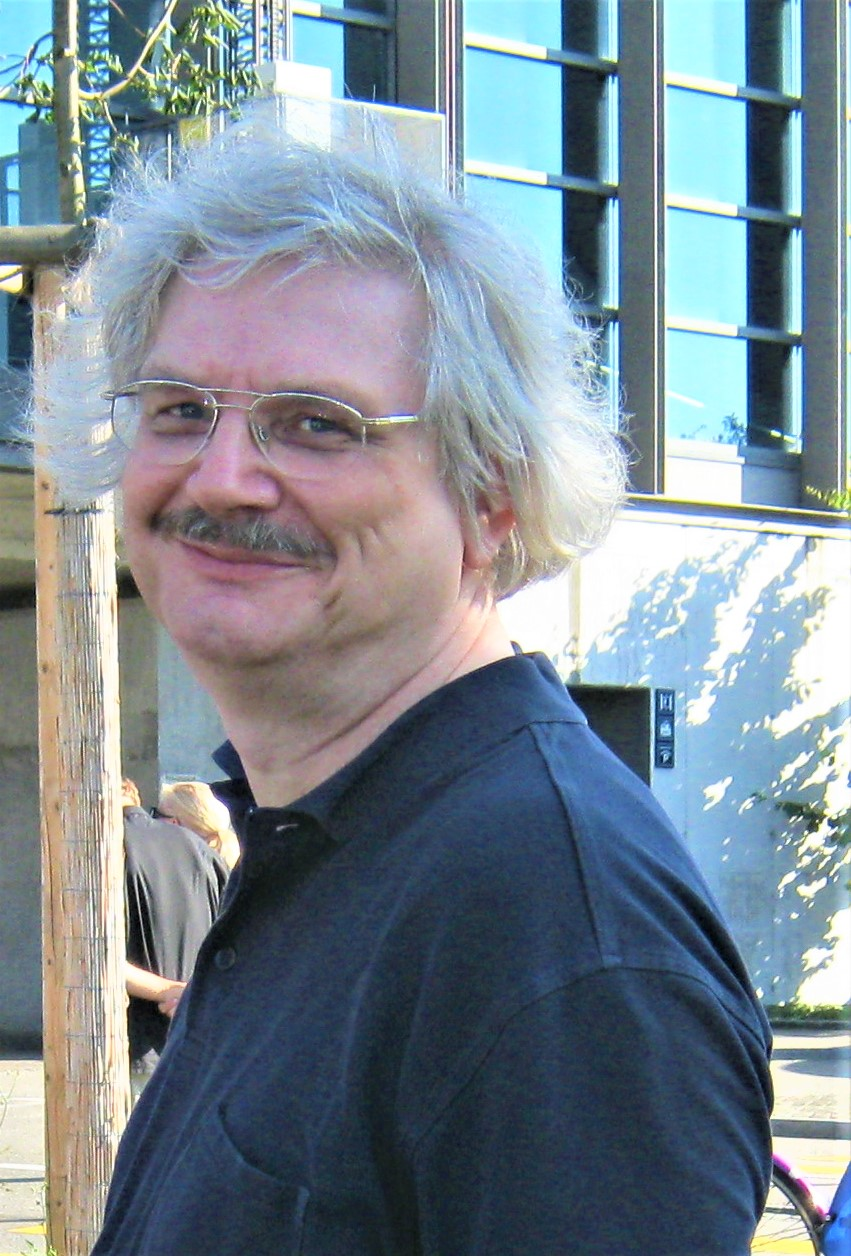
Frieder Schmidt, IPH-Kongress 2012

Frieder Schmidt (* 6. April 1952 in Tübingen) ist ein deutscher Wissenschaftshistoriker und Papierhistoriker. Von 1992 bis zum 31. Oktober 2017 leitete er als Nachfolger von Wolfgang Schlieder die Papierhistorischen Sammlungen des Deutschen Buch- und Schriftmuseums der Deutschen Nationalbibliothek in Leipzig.

## Leben und Schaffen
Schmidt wurde 1952 in Tübingen geboren. Nach dem Besuch des Rotteck-Gymnasiums in Freiburg im Breisgau und einer gewerbliche Ausbildung bei der Robert Bosch GmbH studierte er zwischen 1976 und 1983 an der Universität Stuttgart Geschichte der Naturwissenschaften und der Technik, Geschichte und Philosophie. Die Magisterarbeit befasste sich mit der industriearchälogischen Untersuchung der Hammerschmiede Gröningen. Anschließend war er bis 1991 am Landesmuseum für Technik und Arbeit in Mannheim tätig.
1990 erfolgte die Promotion bei Armin Hermann mit der Arbeit „Von der Mühle zur Fabrik. Die Geschichte der Papierherstellung in der württembergischen und badischen Frühindustrialisierung“, die 1994 im Druck erschienen ist. Die Publikation untersucht in einer umfassenden vergleichenden Regionalstudie die Umbruchphase der frühindustriellen Papierfabrikation im Übergang von der handwerklichen Papierherstellung zur massenhaften industriellen Fertigung in Südwestdeutschland.
Seit 1991 gehört Schmidt zu den Mitorganisatoren des Deutschen Arbeitskreises für Papiergeschichte (DAP), den er bis 2016 leitete. Als aktives Mitglied der International Association of Paper Historians (IPH) hält er Vorträge und publiziert zu papiergeschichtlichen Themen, u. a. zur Wasserzeichenforschung oder zu Papierhistorikern wie Toni Schulte oder Gerhard Piccard. 2004 initiierte er den international aktiven Arbeitskreis Buntpapier und befasste sich mit Forschungsansätzen und Arbeitsergebnissen.
1992 übernahm er die Leitung der Papierhistorischen Sammlungen des Deutschen Buch- und Schriftmuseums der Deutschen Nationalbibliothek in Leipzig, dessen stellvertretender Leiter er ebenfalls bis zu seiner Pensionierung im Jahr 2017 war. Hier betreute er ab 1992 die Integration der Bestände der ehemals in Mainz ansässigen Forschungsstelle Papiergeschichte, die dem Deutschen Buch- und Schriftmuseum vom Deutschen Museum München überlassen wurden. Er engagierte sich intensiv für die inhaltliche Erschließung der vielfältigen papierhistorischen Bestände des Deutschen Buch- und Schriftmuseums und machte diese durch zahlreiche Publikationen bekannt. Fachliche Schwerpunkte seiner wissenschaftlichen Tätigkeit sind papierhistorische Fragestellungen, u. a. zu Erscheinungsform und zur Erschließung von Wasserzeichen oder biografische Forschungen zu Papiermachern und -fabrikanten oder Papierhistorikern. Er verfasste verschiedene Artikel für die Neue Deutsche Biographie (NDB), z. B. zu Ulman Stromer oder der Papierfabrikanten-Familie Spiro und das Lexikon des gesamten Buchwesens, u. a. die Stichworte „Stoff“, „Stoffbütte“ oder „Wasserzeichenforschung“.
Die Rohstoffversorgung der Papierindustrie stand immer wieder im Fokus seiner Forschungen, sei es in der Hadernpapierzeit, in der Periode der Frühindustrialisierung oder in der Hochindustrialisierung. Die Befassung mit Siegfried Reissek und seinen Untersuchungen der Fasergewebe steht in diesem Zusammenhang.
Frieder Schmidt förderte und unterstützte fachlich zahlreiche papierhistorische Projekte, so u. a. das im eContentPlus-Programm der Europäischen Kommission geförderten Projekts „BERNSTEIN – the memory of paper“, das die wichtigsten und umfangreichsten existierenden europäischen Wasserzeichen-Datenbanken verknüpft und so eine umfassende Informationsquelle zu Papier und Wasserzeichen bietet.
1999 wurde Frieder Schmidt für die Ausstellung „Washi in the 19th Century – The Leipzig Collection“ durch die Japan Paper Academy mit dem KAMI ACADEMY AWARD in der „Kategorie für internationalen Austausch, Aufklärungsaktivitäten und Förderung der Papierkultur“ geehrt. Präsentiert wurden 440 Objekte japanischer Papier- und Buntpapiermuster der Bartsch-Sammlung des Deutschen Buch- und Schriftmuseums in Leipzig, die der Wiener Finanzbeamte Franz Bartsch dem Museum testamentarisch vermacht hatte. Die Ausstellung basierte auf der Erschließungs- und Forschungsarbeit von Frieder Schmidt, unterstützt durch Sigrid Feiler und Erhard Feiler sowie durch Experten aus Japan und Frankreich, und entstand in Kooperation mit der Japan Paper Academy, dem Kyoto Institute of Technology und dem Goethe-Institut Kansai. Sie wurde in fünf japanischen Städten präsentiert, begleitend erschien ein gleichnamiger Katalog.
2003 erschien die von ihm und Elke Sobek erarbeitete Internationale Bibliographie zur Papiergeschichte (IBP) mit rund 4.000 Monografien und 16.000 unselbständigen Publikationen. Die 20.000 Titeleinträge für den Publikationszeitraum bis 1996 wurden in zehn Kapitel untergliedert und durch ein ausführliches Register zu Personen, Körperschaften, geografischen und sonstigen Sachverhalten sowie ein umfangreiches Titelregister ergänzt.
2016 kuratierte Schmidt die Ausstellung „Bahnriss?! Papier | Kultur“ im Deutschen Buch- und Schriftmuseum in Leipzig, die vom 19. Februar bis 2. Oktober 2016 präsentiert wurde, sowie die gleichnamige Virtuelle Ausstellung in der Deutschen Digitalen Bibliothek (DDB), die anlässlich des Welttages des Buches am 23. April 2017 online ging.
Seit seiner Pensionierung befasst er sich intensiv mit Papier und seiner Geschichte in der deutschsprachigen und der multilingualen Wikipedia und den zugehörigen Schwesterprojekten.

## Ehrungen
- 1999 KAMI ACADEMY AWARD[37]
- 2006 Verleihung des Ehrenrings Papiergeschichte durch den Verein Zellcheming
- 2024 Ernennung zum Ehrenmitglied der IPH[38]

## Veröffentlichungen (Auswahl)
- Von der Hand- zur Maschinenarbeit: Wandel in der südwestdeutschen Papierfabrikation durch Technologietransfer. Landesmuseum für Technik und Arbeit, Mannheim 1987.
- Von der Mühle zur Fabrik. Die Geschichte der Papierherstellung in der württembergischen und badischen Frühindustrialisierung. Verlag Regionalkultur, Ubstadt-Weiher 1994. ISBN 3-929366-06-1. Inhaltsverzeichnis PDF
- Franz Bartsch: Papiersammler aus Wien: Rekonstruktion seiner Ausstellung Stuttgart 1909. Bearb./Red.: Frieder Schmidt und Sigrid Feiler. Begleitmaterialien zur gleichnamigen Ausstellung vom 5. Februar bis 18. April 1998. Die Deutsche Bibliothek, Leipzig und Frankfurt am Main 1998.
- Die Mühle als Basistechnologie im Industrialisierungsprozeß. In: Wasserrad und Dampfmaschine. Beiträge einer Arbeitstagung des Landesmuseums für Technik und Arbeit in Mannheim, des Historischen Vereins für Württembergisch Franken und des Bildungshauses des Klosters Schöntal im Jahr 1997. Stuttgart 2000 (Forschungen aus Württembergisch Franken. 47), S. 91–121.
- Die internationale Papierversorgung der Buchproduktion im deutschsprachigen Gebiet vornehmlich während des 18. Jahrhunderts. In: Paper History. Journal of the International Association of Paper Historians 10 (2000), Issue 1, S. 2–24.
- Papierkunde für den musealen Alltagsbetrieb. In: Museum aktuell (2001), Nr. 73, S. 3027–3034.
- Internationale Bibliographie zur Papiergeschichte (IBP): Berichtszeit bis einschließlich Erscheinungsjahr 1996. Hrsg.: Die Deutsche Bibliothek, Deutsches Buch- und Schriftmuseum der Deutschen Bücherei Leipzig. Saur, München 2003.
- Die Papierherstellung. In: Die Buchkultur im 19. Jahrhundert. Bd. 1, technische Grundlagen. Maximilian-Gesellschaft, Hamburg 2010.
- Papier. In: Die Buchkultur im 19. Jahrhundert. Band 2/1: Monika Estermann und Frieder Schmidt: Zeitalter – Materialität – Gestaltung. Veröffentlichung der Maximilian-Gesellschaft für das Jahr 2016. Hamburg 2016, S. 399–426.
- Buntpapier. In: Die Buchkultur im 19. Jahrhundert. Band 2/1: Monika Estermann und Frieder Schmidt: Zeitalter – Materialität – Gestaltung. Veröffentlichung der Maximilian-Gesellschaft für das Jahr 2016. Hamburg 2016, S. 427–484.
- Papier – ein neuartiges Medium der Speicherung und Zirkulation. In: Zentrum oder Peripherie? Kulturtransfer in Hildesheim und im Raum Niedersachsen (12.–15. Jahrhundert). Hrsg. von Monika E. Müller und Jens Reiche. Harrassowitz Verlag, Wiesbaden 2017 (= Wolfenbütteler Mittelalter-Studien Bd. 32), S. 93–111.